# Косатинь
Косатинь (рос. Косатынь) — присілок в Дзержинському районі Калузької області Російської Федерації.
Населення становить 118 осіб. Входить до складу муніципального утворення Присілок Нікольське.

## Історія
Від 2004 року входить до складу муніципального утворення Присілок Нікольське.

## Населення
| 2002 | 2010 |
| ---- | ---- |
| 147  | ↘118 |